# Ochropleura
Ochropleura is een geslacht van nachtvlinders uit de familie Noctuidae.

## Soorten
- O. astigmata Hampson, 1906
- O. basiclavis Walker, 1857
- O. beesoni Kapur & Arora, 1971
- O. candelisequa Schiffermüller, 1775
- O. carthalina Christoph, 1893
- O. cinctithorax Walker, 1857
- O. cirphisioides Köhler, 1955
- O. clarivena Püngeler, 1899
- O. cortica Köhler, 1945
- O. costalis Moore, 1867
- O. creatochroa Krüger, 2005
- O. debtera Laporte, 1977
- O. distriata Krüger, 2005
- O. draesekei Corti, 1928
- O. dulcis Alphéraky, 1892
- O. elbursica Draudt, 1937
- O. elevata Viette, 1958
- O. ellapsa Corti, 1927
- O. flammatra Schiffermüller, 1775
- O. gaedei Berio, 1972
- O. geochroides Boursin, 1948
- O. hasta Prout, 1922
- O. herculea Corti & Draudt, 1933
- O. ignota Swinhoe, 1889 (waarschijnlijk een synoniem van Ochropleura plecta)
- O. implecta Lafontaine, 1998
- O. juldussi Alphéraky, 1882
- O. lasciva Staudinger, 1888
- O. leucogaster (Freyer, 1831)
- O. marojejy Viette, 1961
- O. megaplecta (de Joannis, 1932)
- O. mentaxys Berio, 1972
- O. musiva Hübner, 1827
- O. musivula Staudinger, 1895
- O. ngariensis Chen, 1982
- O. nivisparsa Butler, 1889
- O. obliqua Corti & Draudt, 1933
- O. omochra Prout, 1927
- O. perirrorata Hampson, 1902
- O. plecta Linnaeus, 1761 - haarbos
- O. plumbea Alphéraky, 1887

- O. portieri Viette, 1967
- O. pseudogaster Berio, 1974
- O. reductistriga Krüger, 2005
- O. refulgens Warren, 1909
- O. rufulana (Laporte, 1973)
- O. senescens (Berio, 1962)
- O. separata Guenée, 1852
- O. sidamona Laporte, 1977
- O. spinosa Fletcher, 1961
- O. spinosoides Poole, 1989
- O. stentzi Lederer, 1853
- O. subplumbea Staudinger, 1895
- O. tamsi Fletcher, 1963
- O. triangularis Moore, 1867
- O. ulrici Corti & Draudt, 1933
- O. vicaria Walker, 1857
- O. vietteana Plante, 1979
- O. viettei Fletcher D. S., 1961
- O. xanthiodes Hampson, 1903